# 1901 a tudományban
Az 1901. év a tudományban és a technikában.

## Díjak
- Nobel-díjak (első)
  - Fizikai Nobel-díj: Wilhelm Conrad Röntgen
  - Fiziológiai és orvostudományi Nobel-díj: Emil von Behring
  - Kémiai Nobel-díj: Jacobus Henricus van ’t Hoff

## Születések
- január 14. – Alfred Tarski lengyel matematikus. A négy legnagyobb logikus közé számítják (Arisztotelész, Frege és Gödel mellett) († 1983)
- február 20. – Henry Eyring egyesült államokbeli elméleti kémikus († 1981)
- február 28. – Linus Pauling Nobel-díjas német származású amerikai kémikus, a modern szerkezeti kémia és a molekuláris biológia egyik megalapozója. 1954-ben kémiai Nobel-díjat kapott († 1994)
- április 13. – Jacques Lacan francia pszichoanalitikus († 1981)
- május 18. – Vincent du Vigneaud Nobel-díjas amerikai biokémikus († 1978)
- augusztus 8. – Ernest Lawrence amerikai Nobel-díjas fizikus († 1958)
- szeptember 22. – Charles Brenton Huggins Nobel-díjas kanadai-amerikai orvos, urológus († 1997)
- szeptember 29. – Enrico Fermi fizikai Nobel-díjas olasz fizikus, aki főként a béta-bomlással kapcsolatos munkája, az első nukleáris reaktor kifejlesztése és a kvantumelmélet fejlesztése kapcsán ismert († 1954)
- december 5. – Werner Heisenberg Nobel-díjas elméleti német fizikus, a kvantummechanika egyik megalapítója († 1976)
- december 16. – Margaret Mead amerikai kulturális antropológus († 1978)

## Halálozások
- január 14. – Charles Hermite francia matematikus (* 1822)
- február 10. – Max von Pettenkofer német természettudós, a kísérleti egészségtan megalapítója (* 1818)
- április 1. – François-Marie Raoult francia fizikus és kémikus, nevét őrzi a termodinamikában a Raoult-törvény (* 1830)
- május 30. – Victor D'Hondt belga matematikus (D’Hondt-módszer) (* 1841)
- július 4. – Peter Guthrie Tait skót fizikus és matematikus (* 1831)
- augusztus 12. – Adolf Erik Nordenskiöld finnországi svéd sarkkutató, geológus, mineralógus (* 1832)